# بیرلس
بیرلس (به انگلیسی: Barelas) یک منطقهٔ مسکونی در ایالات متحده آمریکا است که در البوکرکی، نیومکزیکو واقع شده‌است. بیرلس ۳٬۳۸۲ نفر جمعیت دارد.